# 张显友
张显友（1960年6月—），男，汉族，黑龙江泰来人，中华人民共和国政治人物，现任中国民主促进会中央委员会常务委员、黑龙江省委员会主任委员，黑龙江省政协副主席。